# Sugár Fábiusz
Sugár Fábiusz, Fabius (Mezőkövesd (Borsod megye), 1820 vagy  1823 körül – Budapest, 1890. november 28.) orvosdoktor.

## Életútja
Sugár Jakab kamarai haszonbérlő és Resovszky Klára fia. Tanult Miskolcon, Debrecenben, Nagyváradon és a pesti, prágai, bécsi és padovai egyetemen; 1843-ban és 1844-ben a bécsi egyetemen orvosdoktorrá avatták. 1845-ben az ottani közkórházban működött; nagyobb utazást tett Németországban, Belgiumban és 1848 elején Párizsba érkezett, majd Londonba ment, mindenütt a kórházakat tanulmányozta. 1849-ben honvédszázados volt, azután hadifogoly 1851-ig. Az 1853. év nagy részét a bécsi kórházban, Siegmund orvos-tanár női osztályában töltötte; az év vége felé pedig Pesten gyakorló-orvos lett. 1871-ben Borsod megye bizottmányi tagjának, Pest megye főorvosának választotta. Halálát májrák okozta. Felesége Neugebauer Fanni volt, akivel 1860. június 17-én kötött házasságot Pesten.
Cikke a Gyógyászatban (1861. Értekezmény a húgycsőtakárról.)
Arcképe: kőnyomat, nyomt. Horn és Zobel Pesten 1873-ban (a Hajnal-Albumban).

## Munkái
- Orvosi napló Magyar- és Erdélyország orvosai használatára. I. évfolyam. Pest, 1859-1865. (Szerk.)
- Az orvosok és az orvosi tudomány Magyarországban a legrégibb időktől fogva századunk elejéig. Uo. 1861.
- Disraeli (Lord Beaconsfield), Coningsby vagy az új nemzedék. Angolból ford. Bpest, 1890.